# 小水力発電

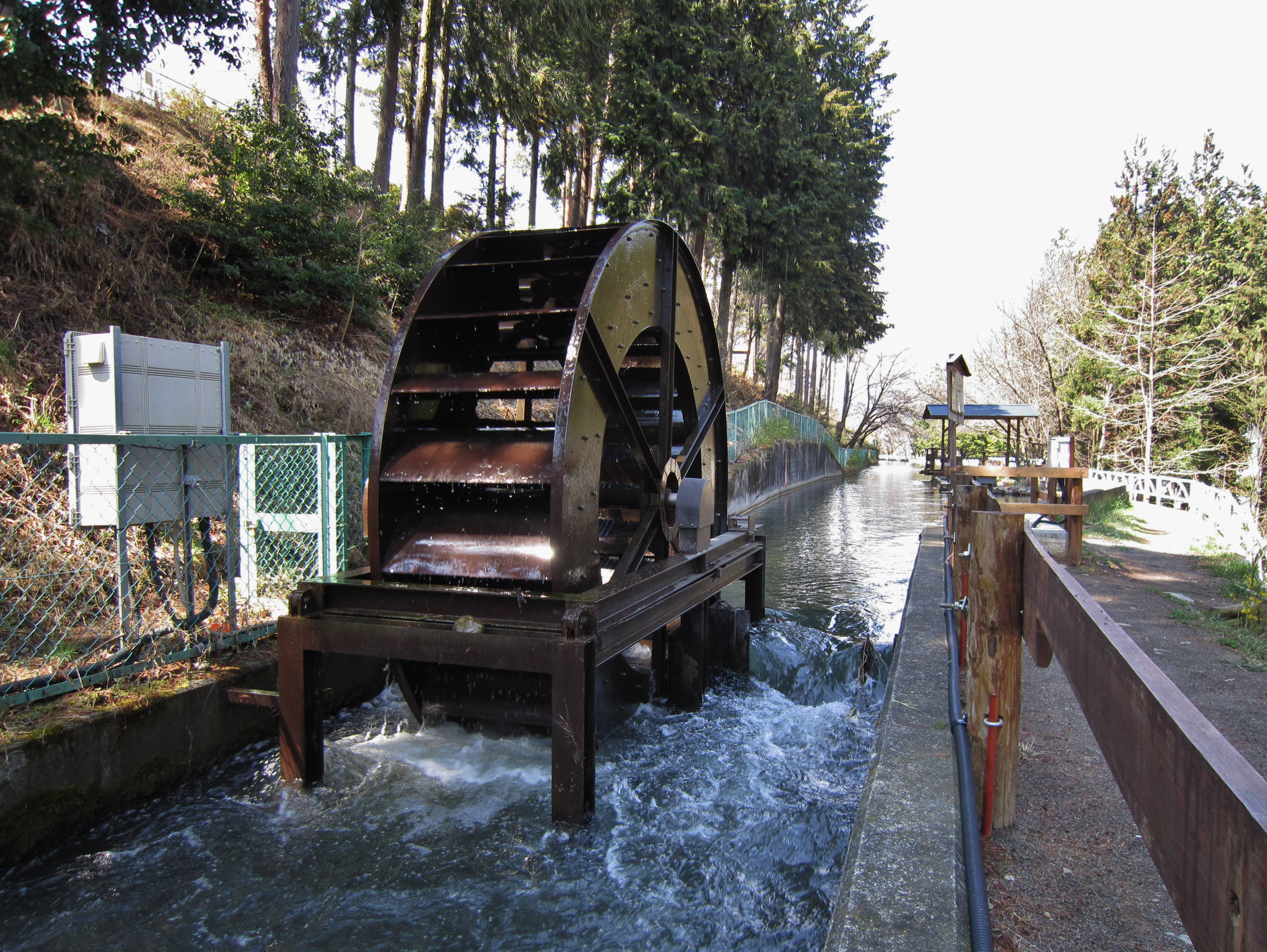
波田水車（長野県、出力0.8kW）

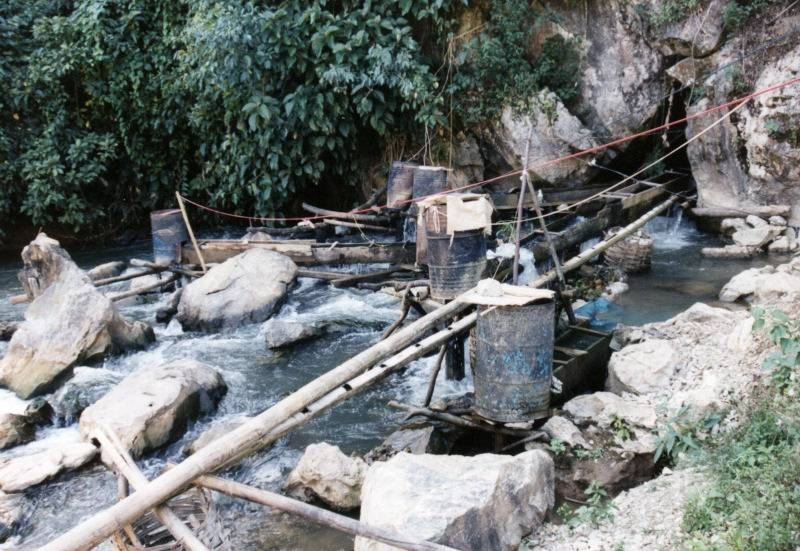
ベトナムの小さな村のマイクロ水力発電。ドラム缶や竹製のタービンで作られている。(2000年)

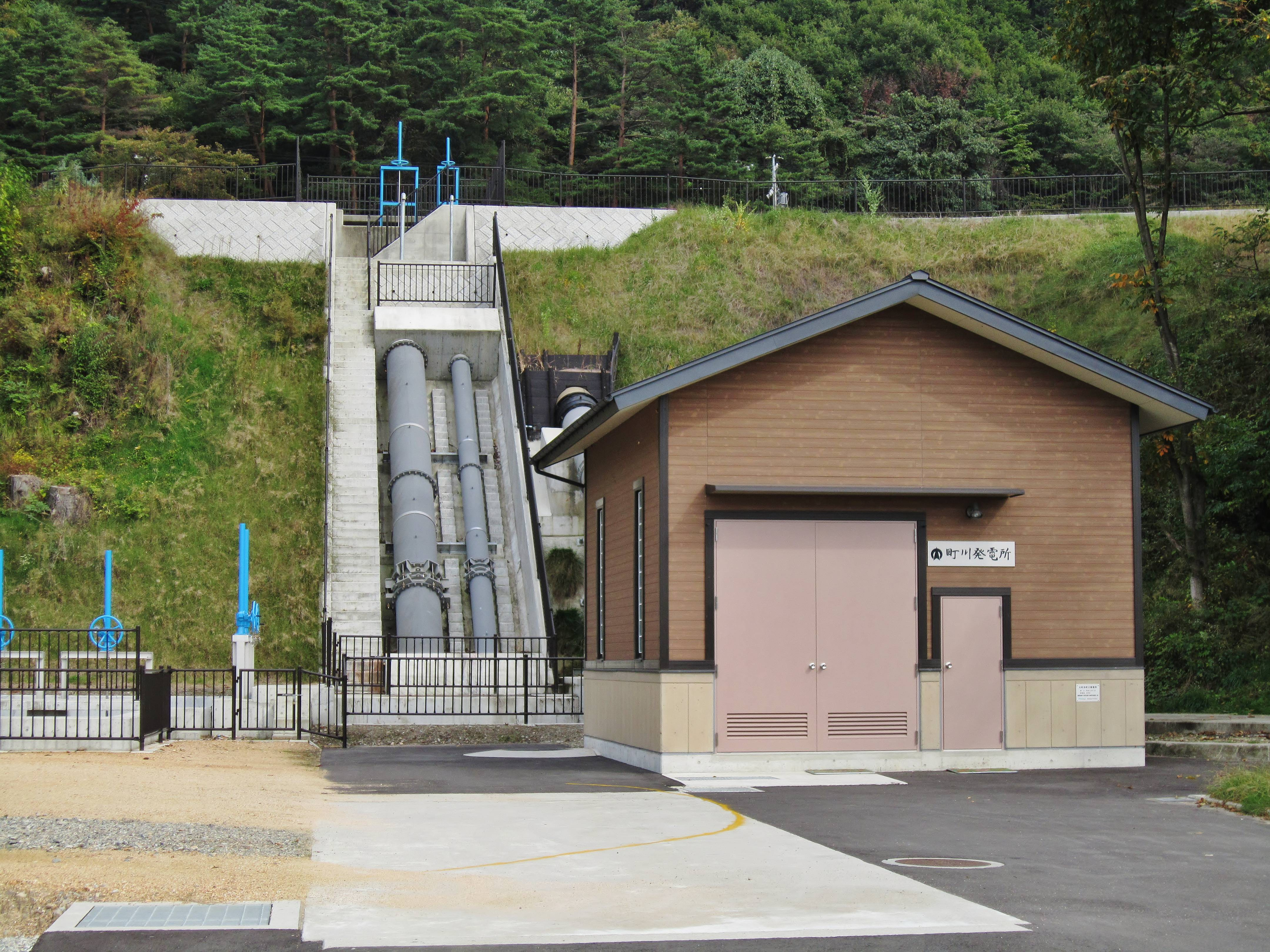
長野県町川発電所（町川用水路から最大使用水量1.1ｍ3/秒を取水し、最大140kwの電力を発電する小水力発電所）

小水力発電（しょうすいりょくはつでん、Small hydro）とは、小規模な水力発電である。
マイクロ水力発電（マイクロすいりょくはつでん）、小規模水力発電ともいう。

## 概要

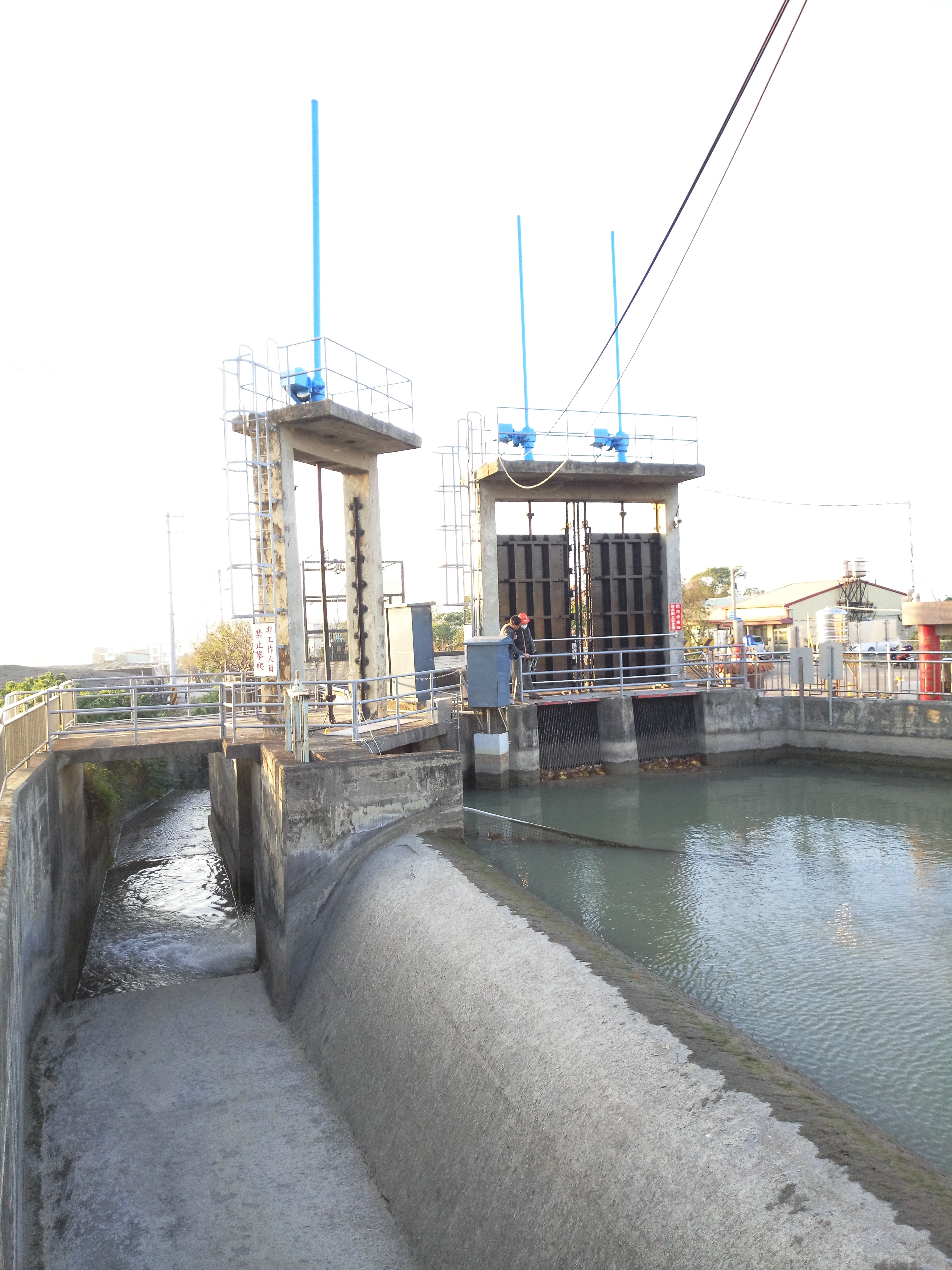
低い落差を利用して発電する台湾の低落差水力発電所（Low-head hydro power）

特に小規模な（あるいは特に出力の小さな）水力発電を意味する。例えば、用水路、小河川、道路脇の側溝の水流、水道 等々、様々な水流を利用して発電を行う。「小水力発電」に厳密な定義はないが、出力10,000 kW（10MW） - 30,000kW（30MW）以下を「中小水力発電」と呼び、主に出力1,000kw（1MW） - 10,000kW以下、また「新エネルギー利用等の促進に関する特別措置法（新エネ法）」の対象のように出力1,000kW以下の小規模な水力発電を総称して「小水力発電」と呼ぶ。また、より細分化し1kW未満の極めて小出力なものを「ピコ水力」と呼ぶこともある。日本では一般的には下記の表のように区分されることが多い。
| 区分                       | 発電出力（kW）   |
| -------------------------- | ---------------- |
| 大水力 (large hydro)       | 100,000 以上     |
| 中水力 (medium hydro)      | 10,000 - 100,000 |
| 小水力 (small hydro)       | 1,000 - 10,000   |
| ミニ水力 (mini hydro)      | 100 - 1,000      |
| マイクロ水力 (micro hydro) | 100以下          |
| ピコ水力 (Pico hydro)      | 10以下           |

小水力発電の利点は、ダムも大規模な水源も必要とせず、小さな水流であっても比較的簡単な工事をするだけで発電できることにある。このため、山間地、トンネル内からの湧水、中小河川、農業用水路、上下水道施設、ビル施設、家庭などにおける発電も可能である。
水力発電は過去100年以上の長い歴史を有しているために、技術上の課題はほぼ解決されており、自然環境への負荷が少なく、比較的少ない出費から行うことができる。ヨーロッパなどでは、水車で粉を挽いていた水車小屋が水力発電所に作り変えられたり、水車づくりのノウハウがある地域では水力発電装置の制作に活かすことができる。
また、東北小水力発電（秋田市）は豊田通商と連携し、トヨタ自動車のハイブリッド車(HV)「プリウス」のHVユニット（モーターやインバーターなど）を再利用し、制御コントローラーやモーターなどに活用し、低価格かつ高効率なシステムを発売することを発表している。600万円程度の価格を目指しており、プリウスの部品を使わない場合に比べて2分の1から3分の1となるとされ、比較的安価に制作することが可能であり、安定した電源として使うこともできる。
小水力発電は系統連系を行い、売電によって利益を生むことも可能である。
しかし、日本においては、複数の省庁によって様々な規制（特に河川法）が設けられるため、長年にわたりその普及が困難であった。2010年3月31日に総合資源エネルギー調査会原子力安全・保安部会電力安全小委員会小型発電設備規制検討ワーキンググループがとりまとめた報告 などにより、経済産業省が所管する規制の一部または全部が不要となったものの、一定の規模を超えると、資格者の選任、保安規定による管理などの、規制が依然として残っており、規制によるコストがかかる。さらに、農水省所管の農業用水に関する規制、国土交通省所管の慣行水利権に係る水利使用の許可手続きなど、他の省庁の規制は依然として残っている。
（2015年1月になり農地用用排水路に設置する場合の規制緩和が行われた）。

## 開発
小水力発電は、水流のある場所であれば設置が可能であるため、エネルギーの回収にも利用できる。
マイクロ水力やピコ水力など発電量の小さいものだと、工場・高層ビル・病院等には、張り巡らされた空調・用水・排水の高低差のある配管を利用し、その落下する水流によって羽根車を回転させ発電を行うことで、電力としてエネルギーを回収することも出来る。2014年現在、日本では1設備あたり9kWの能力のあるビル施設内での発電設備が実用化されている  。未開発の小水力発電の出力は約660万kw分あり、原発１基の出力を100万kWとすると原発6.6基分の出力が見込めることになる。
河川を利用した10,000kw以下の小水力発電の既開発 、工事中、未開発の状況は以下のようになっている。
| 出力区分（kW）    | 既開発 | 既開発     | 既開発        | 工事中 | 工事中     | 工事中        | 未開発 | 未開発     | 未開発        |
| 出力区分（kW）    | 地点   | 出力（kW） | 電力量（MWh） | 地点   | 出力（kW） | 電力量（MWh） | 地点   | 出力（kW） | 電力量（MWh） |
| ----------------- | ------ | ---------- | ------------- | ------ | ---------- | ------------- | ------ | ---------- | ------------- |
| 5,000～10,000     | 282    | 1,909,628  | 9,765,728     | 8      | 57,490     | 317,116       | 336    | 2,266,300  | 9,055,750     |
| 3,000～5,000      | 163    | 609,465    | 3,192,290     | 5      | 18,710     | 98,105        | 513    | 1,925,000  | 7,717,712     |
| 1,000～3,000      | 425    | 753,087    | 4,186,412     | 5      | 8,900      | 48,846        | 1,204  | 2,212,600  | 8,988,634     |
| 1,000未満         | 621    | 254,672    | 1,546,814     | 23     | 10,946     | 50,513        | 349    | 231,410    | 1,165,133     |
| 合計              | 1491   | 3,526,852  | 18,691,244    | 41     | 96,046     | 514,580       | 2,402  | 6,635,310  | 26,927,229    |
| 2020年3月31日現在 |        |            |               |        |            |               |        |            |               |

## 設置方法・設置場所

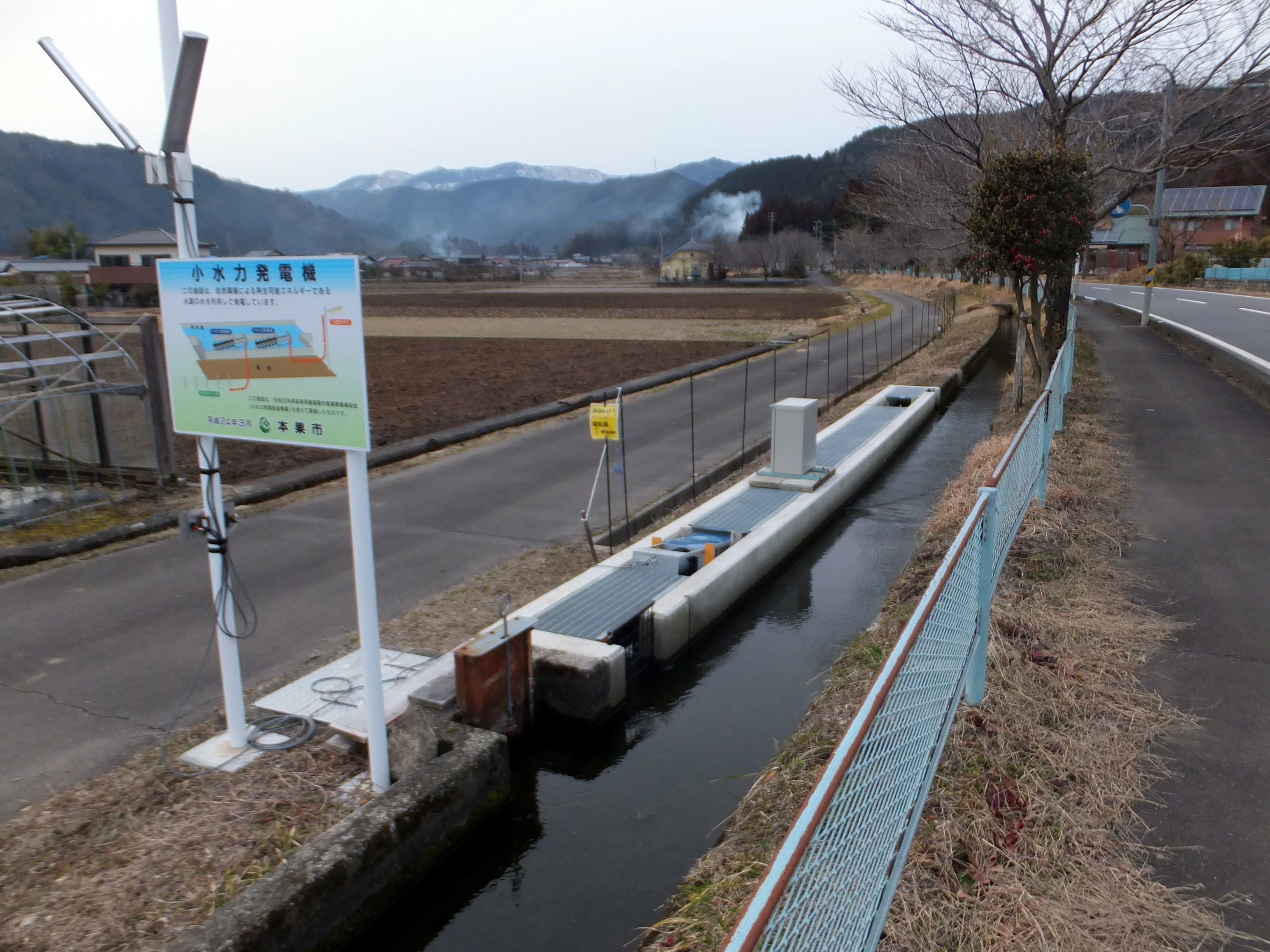
岐阜県本巣市の農業用水路を利用した小水力発電

小水力発電の大きな特徴は設置場所にある。装置が比較的小さいため、ある程度の水量さえあれば設置が可能である。
重さわずか約13 kgで、人が肩にかけて持ち運ぶことが可能な水力発電装置も開発・販売されている。
設置場所としては次のような場所がある。
- 農業用水路
- 砂防堰堤
- 浄水場
- 下水処理場
- 工場用水 - 生産過程で水を多く使用する
製鉄、製紙、化学品、薬品、飲料などの工場で使われる工業用水道や地下水。
- 工場排水
- 高層建築物（エネルギー回収システムとして）

上記以外にも、様々な場所に設置が可能である。
山間部の傾斜地の側溝等の水が豊富に流れている場所でも、適した発電装置を選べば設置可能。
また生活排水の洗浄水で発電する製品も実用化されている。

## 構造

### 水車のタイプ
水車のタイプは主に高低差で決定する。水車・発電用水車が詳しい。
- 高低差2m以下：開放周流形水車・螺旋水車
- 高低差2-18m：プロペラ水車
- 中落差5-60m：クロスフロー水車・フランシス水車
- 高落差50-2000m：ペルトン水車

## 運営
日本で小水力発電所を運営している主体で一番多いのは、農家などがつくる「水土里（みどり）ネット」ともよばれる組織「土地改良区」である。この組織は土地改良事業の一環として用水路の管理をおこなっており、水を利用しやすい立場にあるため、「土地改良区」が管理する小水力発電が日本には多く存在する。その他の小水力発電の事業主体としては、都道府県や市町村などの行政もあり、各地の「企業局」もしくはそれに類する機関が、公営事業として小水力発電による電気を販売し利益を得ることも可能となっている。例えば、富山県南砺市のある小水力発電所では最大160kWの電力を発電し、それを売電することにより年間3000万円以上の利益を生むなど、規模は小さくとも地域にとって有益な存在となっている。また、近年ではすでに小水力発電を行っている行政機関が、小水力発電の普及を促すために技術指導など各種支援を行う取り組みも見られている。

## 特徴
長所
- ある程度の水量があれば、基本的にどこにでも設置が可能。
- ポテンシャルが大きい。中小規模の水力発電を合わせれば、未開発の出力は1212万kW（2004年）とされる。
- 太陽光発電、風力発電と比較して、天候等による発電量の変動が少ない。
- 大型水力発電と比べて、生態系を脅かす心配が少ない。
- 水力のダム発電は水門を開けたときのみ発電するが、小水力発電は24時間365日発電し続けられる。
- 固定価格買い取り制度（FIT）を活用することで、発電した電力の売電ができる。

短所
- 河川などには落ち葉やゴミ等が流れてくるので、タイプによってはそれを取り除く手間（メンテナンス）が必要となる場合がある。
- （自然の中に設置するタイプでは）降雨量が少ない日が長期間続くと、発電量が減る。
- 洪水など流水量が限界を超えて大きくなると、発電設備が破損したり、流失することがある。